# Megaherz
A Megaherz német Neue Deutsche Härte együttes. 1993-ban alakultak Eichenau-ban. Habár a zenekar a Neue Deutsche Härte műfaj prominens képviselői közé tartozik, első lemezükön még Faith No More jellegű alternatív rock/alternatív metal zenét játszottak.
Az együttes neve a megahertz mértékegység és a német herz (szív) szójátékából származik.

## Tagok
- Alexander "Lex" Wohnhaas – ének (2007–)
- Christian "X-ti" Bystron – gitár (1997-), programozás (2002–)
- Wenz Weninger – basszusgitár (1997–)
- Rolf Herring – dob (2018–)
- Christoph "Chris" Klinke – ritmusgitár (2011–)

Korábbi tagok
- Alexander "Alexx" Wesselsky – ének (1995–2003)
- Mathias "Jablonski" Elsholz – ének (2003–2005)
- Jochen "Noel Pix" Seibert – gitár, billentyűk, programozás (1998–2001)
- Christian Scharinger – billentyűk, programozás (1995–1997)
- Josef Kalleder – basszusgitár (1993–1995)
- Roland Vencelj – gitár (2007–2011)
- Oliver Pohl – gitár (2002–2003)
- Marc Bredtmann – gitár (1993–1995)
- Tobias Derer – dob (2018)
- Jürgen "Bam Bam" Wiehler – dob (2007-2018)
- Jürgen Zink – dob (2003–2007)
- Jürgen Schlachter – dob (2002–2003)
- Frank Gegerle – dob (1998–2001, 2005-ben koncert tag)
- Tommy Eberhard – dob (1997–1998)
- Tobias Trinkl – dob (1993–1995)

## Diszkográfia
- 1995	Herzwerk
- 1997	Wer Bist Du?
- 1998	Kopfschuss
- 2000	Himmelfahrt
- 2002	Herzwerk II
- 2004	5
- 2008	Heuchler
- 2012	Götterdämmerung
- 2014	Zombieland
- 2018	Komet